# José de Castro Nunes
José de Castro Nunes (Campos, estado do Rio de Janeiro, 15 de outubro de 1882 — cidade do Rio de Janeiro, 5 de setembro de 1959) foi jornalista, jurista, advogado público e magistrado brasileiro, chegando a exercer o cargo de ministro do Supremo Tribunal Federal (STF). Foi também ministro do Tribunal de Contas da União e  diretor e presidente da Caixa Econômica Federal.

## Biografia
Estudou na Faculdade de Ciências Jurídicas e Sociais do Rio de Janeiro, onde  recebeu o grau de Bacharel em Direito em 1906.  Antes mesmo de concluir o curso superior, lecionou matemática elementar e física no Liceu Literário Português. No início de sua carreira jurídica, exerceu a advocacia púbica, como procurador do município de Niterói (1915 a 1931). Foi também jornalista, como cronista judiciário do Correio da Manhã (1906-1910), redator de A Noite, na época de Irineu Marinho (1912-1915), e da Gazeta Judiciária, a partir de 1953.
Foi membro da carreira da magistratura federal, integrante do Poder Judiciário brasileiro, atuando como Juiz Federal Substituto, na Seção do Rio de Janeiro (1931-1934), Juiz Federal da 2ª Vara da Seção do antigo Distrito Federal (1934-1937) e Juiz dos Feitos da Fazenda Pública do antigo Distrito Federal (1937-1938). Exerceu o cargo de ministro do Tribunal de Contas da União no período de 1938 a 1940.
Foi nomeado pelo presidente Getúlio Vargas para exercer o cargo de ministro do Supremo Tribunal Federal, na vaga decorrente da aposentadoria do ministro João Martins de Carvalho Mourão, por meio de decreto de 10 de dezembro de 1940, tendo sido empossado logo em seguida, no dia 18 do mesmo mês. Chegou a exercer o cargo de Vice-Presidente do Supremo Tribunal Federal (1945).
Exerceu a função de diretor da Caixa Econômica Federal (1927 a 1928) e chegou a ser vice-presidente dessa instituição. Foi membro e presidente do Conselho Administrativo da Caixa Econômica Federal(1930).
Aposentou-se quando era ministro do Supremo Tribunal Federal, em 2 de setembro de 1949, e foi homenageado na sessão da corte de 16 de setembro de 1949, sendo saudado pelo seu presidente Laudo de Camargo e pelo ministro Annibal Freire. Foi sucedido pelo ministro Luís Gallotti, nomeado pelo presidente Eurico Gaspar Dutra, por decreto de 12 de setembro de 1949.
Filho de João Francisco Leite Nunes e de Tereza da Conceição Castro Nunes. Seu pai exerceu o cargo de Cônsul  do  Brasil no Uruguai.

## Livros
Publicou várias obras acadêmicas, com dezenas de livros publicados, destacando-se:
| Livros publicados que se destacaram                                              |
| -------------------------------------------------------------------------------- |
| A Jornada Revisionista (Prêmio Carlos de Carvalho-1924)                          |
| Do Mandado de Segurança e de outros meios de defesa contra atos do Poder Público |
| Teoria e Prática do Poder Judiciário                                             |
| Da Justiça do Trabalho no Mecanismo Jurisdicional do Regime                      |
| Juristas e Homens de Letras                                                      |
| Rui Barbosa e seu Espírito Judiciarista                                          |
| O Espírito Público fora dos Partidos                                             |
| O Poder Executivo na Evolução Política do Brasil                                 |
| Bitributação e competência judiciária                                            |
| Da Fazenda Pública em Juízo                                                      |
| Soluções de Direito Aplicado                                                     |
| Alguns Homens do Meu Tempo (literatura)                                          |
| As Constituições Estaduais do Brasil                                             |
| Unidade do Processo                                                              |
| Aspectos do Federalismo Contemporâneo                                            |
| Patente de Invenção                                                              |
| Os Projetos não sancionados e o art. 40 da Constituição                          |
| A proibição de entrada de negros no Brasil                                       |
| Da conceituação jurídica da Lei Orgânica do Distrito Federal                     |
| O Poder de Polícia e a localização das indústrias                                |
| Dos bens públicos de uso comum e da proteção possessória                         |